# Ság vára
Ság vára (horvátul: Utvrda Šag), várhely Horvátországban, a Csernek melletti Šagovina Cernička falu határában.

## Fekvése
A falu közelében, másfél kilométerre északnyugatra, a Psunj-hegység déli lejtőin, egy 370 méteres, erdőkkel övezett dombtetőn, a helyiek által Gradinának hívott helyen találhatók Ság középkori várának csekély maradványai.

## Története
Ság várát és birtokát II. András 1210-ben kelt oklevele említi először, melyben a templomosok lovagrendjét megerősíti többek között az egykor Pozsega várához tartozott Lesnissa és Racessan földjeinek birtokában és leírja e földek határait. 1464-ben egy oklevélben mint szomszédos birtokost említik a Dezsőfi nembeli Sághi Miklóst, az azonban nem világos, hogy a birtok kapta őróla a nevét, vagy ő kapta nevét a birtokról. 1476-ban Mátyás király Cserneki Istvánt erősíti meg Ság birtokában, aki Sághi Miklós más birtokait is megszerezte. Ezután Drezsniki András birtoka lett. Ő a várat és uradalmát 1528-ig birtokolta, amikor Ferdinánd király elvette tőle és Giletinci Osztrozsics Miklósnak adta. A török 1544-ben (más forrás szerint már 1536-ban) foglalta el és náhije központjává tette. A vár a törökellenes harcokban teljesen elpusztult.

## A vár mai állapota
Központi része egy 30 méteres átmérőjű dombtetőn található, melyet 6-8 méter széles és 5-6 méter mély sánc övezett. 